# نيكول بلان
نيكول بلان عارضة أزياء لبنانية في التسعينيات وملكة جمال لبنان في السابق. سرّب صديقها شريطا لها وهي تمارس الجنس معه، وانتشر المقطع الإباحي بسرعة شديدة، لتنتهيَ القصة بسجن حبيبها وابتعاد نيكول عن الأضواء بعد إصابتها بانهيارات عصبية، لتعود مجددًا ولكن عن طريق تصميم العباءات بعد تأسيسها مؤسسة مفتاح الشرق في بيروت.